# Keramejkos

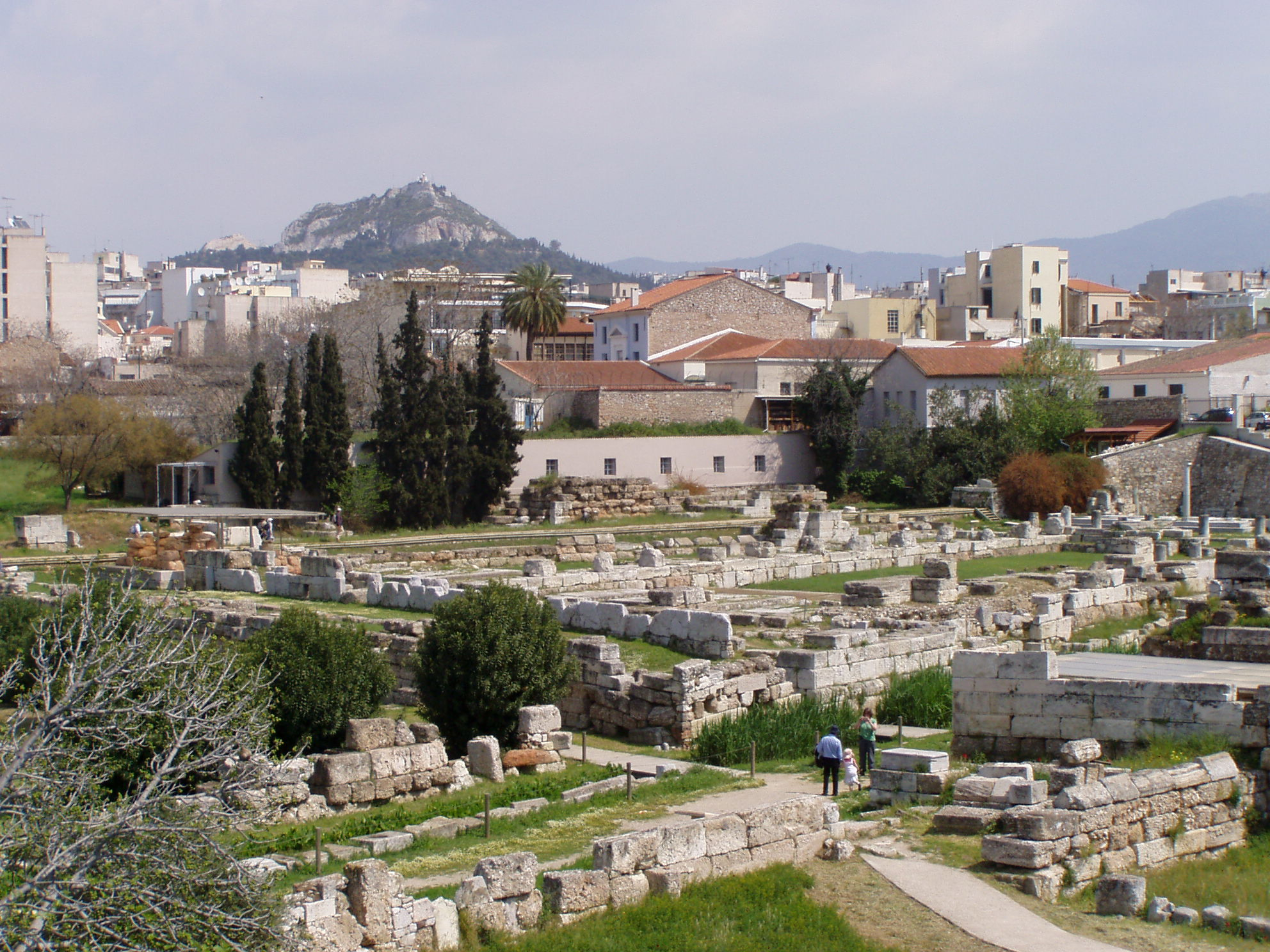
Odsłonięte pozostałości Keramejkosu

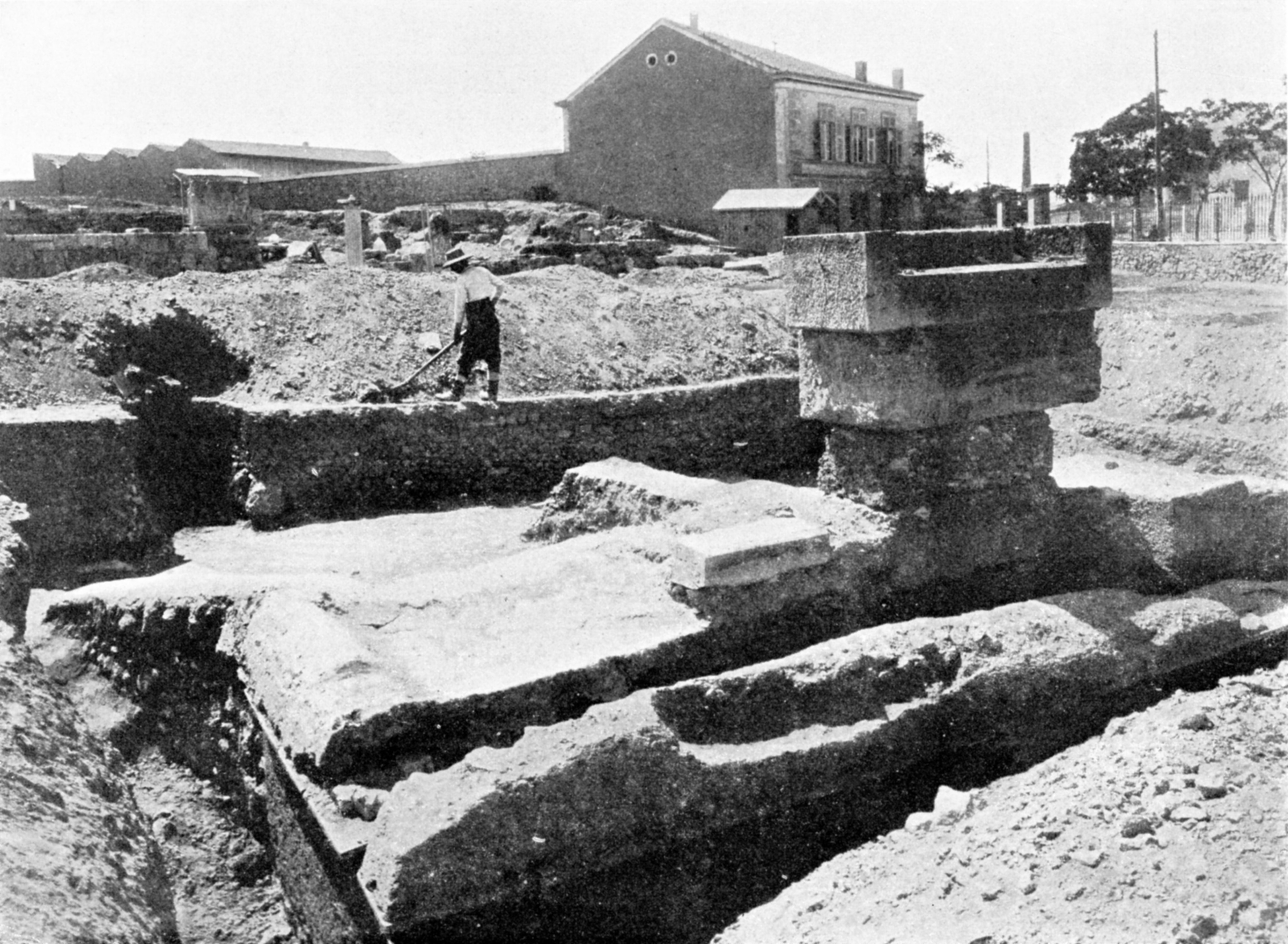
Fragment wykopalisk niemieckich z początku XX stulecia

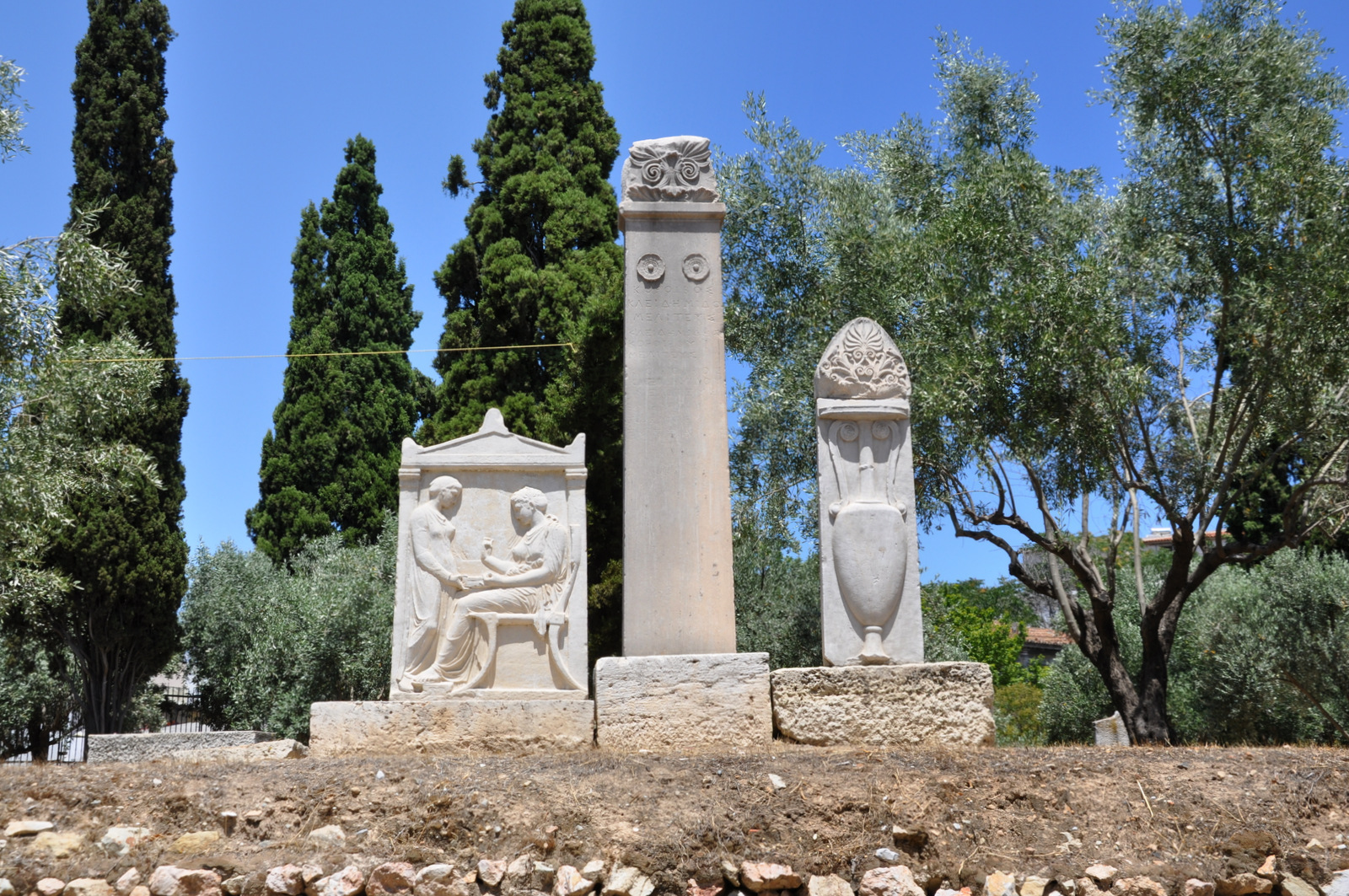
Ekspozycja terenowa z przykładami okazałych nagrobków

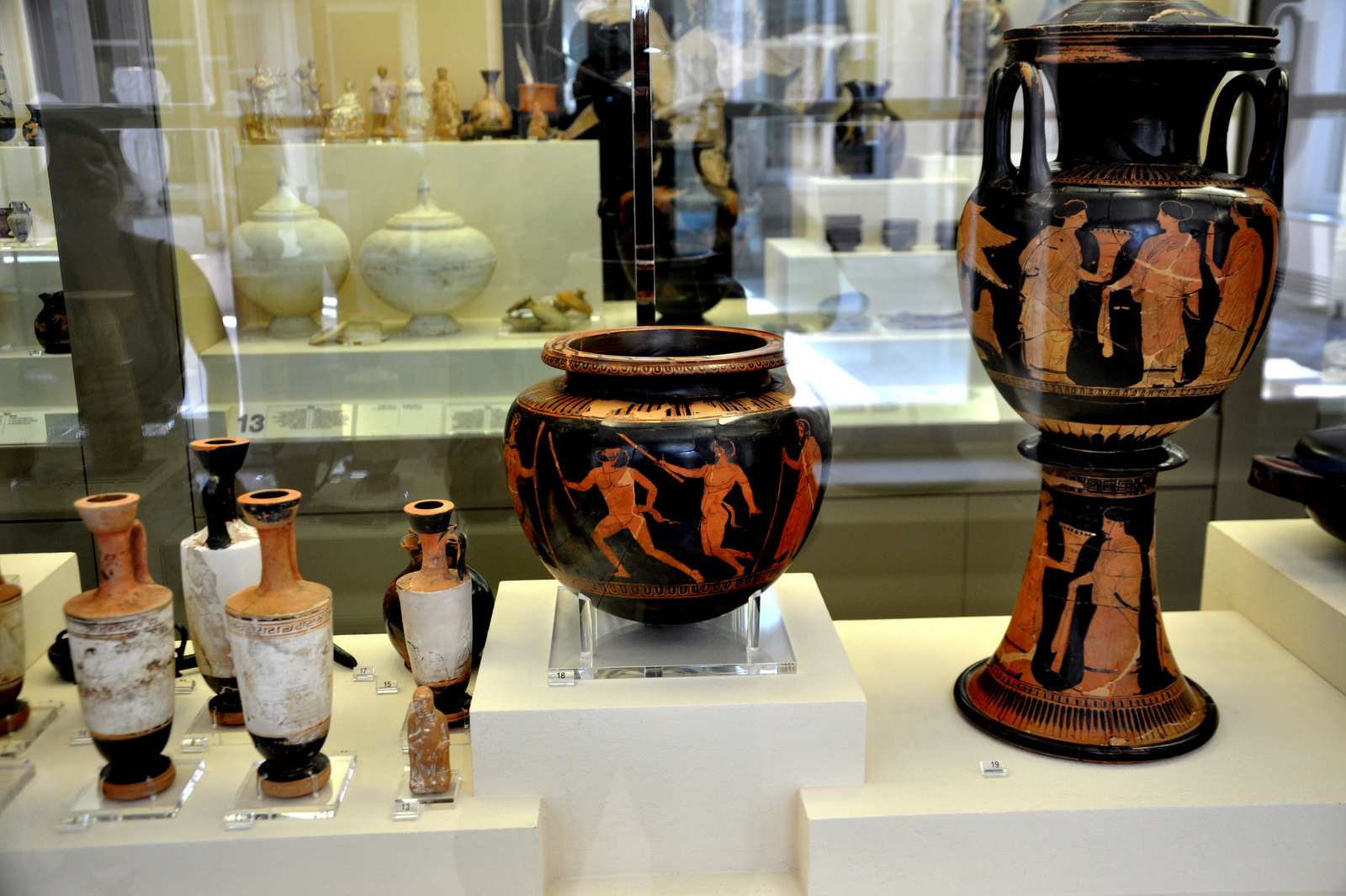
Ekspozycja znalezisk ceramiki w muzeum

Keramejkos (gr. Κεραμεικός) – dzielnica starożytnych Aten, położona na północny zachód od Akropolu i historycznej Agory, zamieszkiwana przez wyrabiających przedmioty ceramiczne rzemieślników, którym patronował Keramos.

## Topografia
Wykorzystywane do produkcji zasoby gliny pochodziły znad rzeczki Eridanos przebiegającej ze wschodu na zachód przez obecny obszar wykopalisk, później zasypanej i odsłoniętej w trakcie prac archeologicznych w latach 60. XX wieku.
Przez teren dzielnicy prowadziła Święta Droga (Hiera Hodos) do Eleuzyny. Poza pobliskimi przejściami w murach: Świętą Bramą (Hiera Pyli) i sąsiednią Bramą Podwójną (Dipylon), usytuowana jest dobrze zachowana nekropolia, datowana na VIII-I w. p.n.e.; odkryto na niej liczne wazy w stylu geometrycznym oraz typowe dla okresu klasycznego stele nagrobne.
Wraz z resztkami bram zachowały się odcinki ateńskiego muru wzniesionego po perskim najeździe za Temistoklesa (od 479 p.n.e.) i odnowionego za Konona (ok. 394 p.n.e.), a wzmocnionego przez Likurga (ok. 330 p.n.e.). Jako materiał budowlany m.in. wykorzystano w nim szczątki zniszczonych przez Persów wcześniejszych nagrobków.
Położona poza murami najważniejsza nekropolia ateńska była miejscem pochówku najbardziej zasłużonych obywateli grzebanych na koszt państwa (np. Solona, Peryklesa, Teramenesa). Zdobione często okazałymi stelami grobowce ciągnęły się obustronnie wzdłuż drogi prowadzącej do Akademii, na poboczach Świętej Drogi i tzw. Alei Grobów.

## Prace badawcze i odkrycia
Początki prac odkrywczych, zainspirowanych przez Stefanosa Kumanudisa z ateńskiego Towarzystwa Archeologicznego, uniwersyteckiego profesora literatury klasycznej i erudyty w dziedzinie starożytności, sięgają ok. 1870. Od 1913 w rejonie tym prowadzone były systematyczne prace badawczo-wykopaliskowe przez Niemiecki Instytut Archeologiczny (DAI) w Atenach, trwające do wybuchu działań II wojny światowej; podjęto je znów w 1956.
Nieliczne znaleziska neolityczne przemawiają za istnieniem tam osady już w III tysiącleciu p.n.e.. Najstarsze odkryte groby pochodzą jednak z wczesnej epoki brązu (2700-2000 p.n.e.), choć największa część pochówków przypada na okres panowania stylu geometrycznego (1000-700 r. p.n.e.) i okres archaiczny. Z nekropolii zaprzestano korzystać w początkach  chrześcijaństwa. Na obszarze eksploracji zostały pomiędzy bramami odsłonięte m.in. fundamenty okazałej budowli publicznej z IV w. p.n.e. – Pompejonu, a dalej pozostałości tzw. Tritopatreionu (sanktuarium przodków) oraz (uważanej wcześniej za sanktuarium Hekate) świątyni Apollona i Artemidy. Powstała ok. 394 p.n.e. Aleja Grobów została odsłonięta na odcinku ok. 100 metrów. Przy drodze ku Akademii wyróżnia się okazały grób Lacedemończyków z końca V w. p.n.e.
Większość tamtejszych pomników nagrobnych pochodzi z IV wieku p.n.e.; odsłonięte na początku XX stulecia, umieszczono je w Narodowym Muzeum Archeologicznym lub w miejscowym Muzeum Oberlaendera, na miejscu pozostawiając ich odlewy.

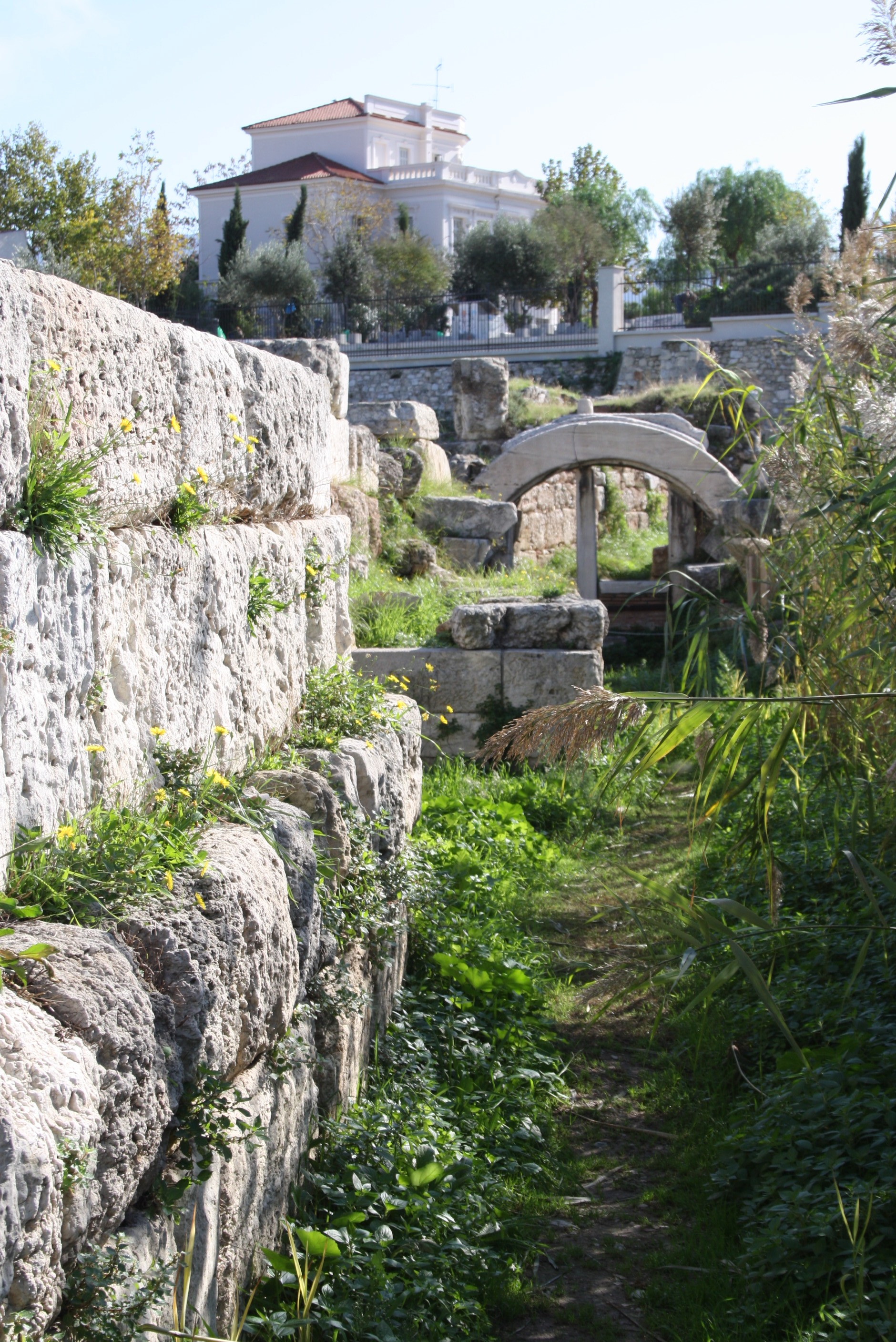
Współczesny bieg strumienia Eridanos

## Ekspozycja znalezisk
Większa część utworzonego parku archeologicznego o powierzchni 3,5 ha pokrywa się z terenem starożytnego demosu Kerameis. Objęto nim jedyny możliwy do eksploracji (dotąd niezabudowany), zwarty fragment nekropolii, z zespołem bram miejskich, odcinkiem fortyfikacji i fragmentami zabudowy mieszkalnej. Przeznaczono go na część wydzieloną do zwiedzania z dwujęzycznymi planszami informacyjnymi oraz na budynek muzeum. Wzniesienie go w 1937 roku według projektu H. Johannesa, umożliwiła donacja przedsiębiorcy i mecenasa sztuki Gustava Oberlaendera. W latach 60. XX wieku został rozbudowany dzięki finansowemu wsparciu przedsiębiorstwa Boehringer Werkzeugmaschinen GmbH. W jego trzech galeriach prezentowane są fragmenty stel odkrytych w wątkach murów obu bram oraz marmurowy nagrobkowy sfinks z ok. 550 p.n.e. (galeria pierwsza); w następnych wystawiono zbiór wczesnych waz protogeometrycznych i geometrycznych oraz rytualnych lekytów białogruntowanych; z pochówków pochodzą też dziecięce zabawki (gliniane koniki i terakotowe lalki). Eksponowane ostrakony stanowią część z 7 tysięcy ich znalezisk z koryta rzeczki Eridanos. 
W budynku muzealnym eksponowano w porządku chronologiczno-tematycznym głównie te cenniejsze znaleziska, których nie włączono do zbiorów Narodowego Muzeum Archeologicznego (w takich przypadkach zastąpiły je kopie oryginałów). Współczesna zabudowa miasta utrudnia rozszerzenie badań, choć istotne znaleziska dokonywane są też poza obszarem głównych wykopalisk.

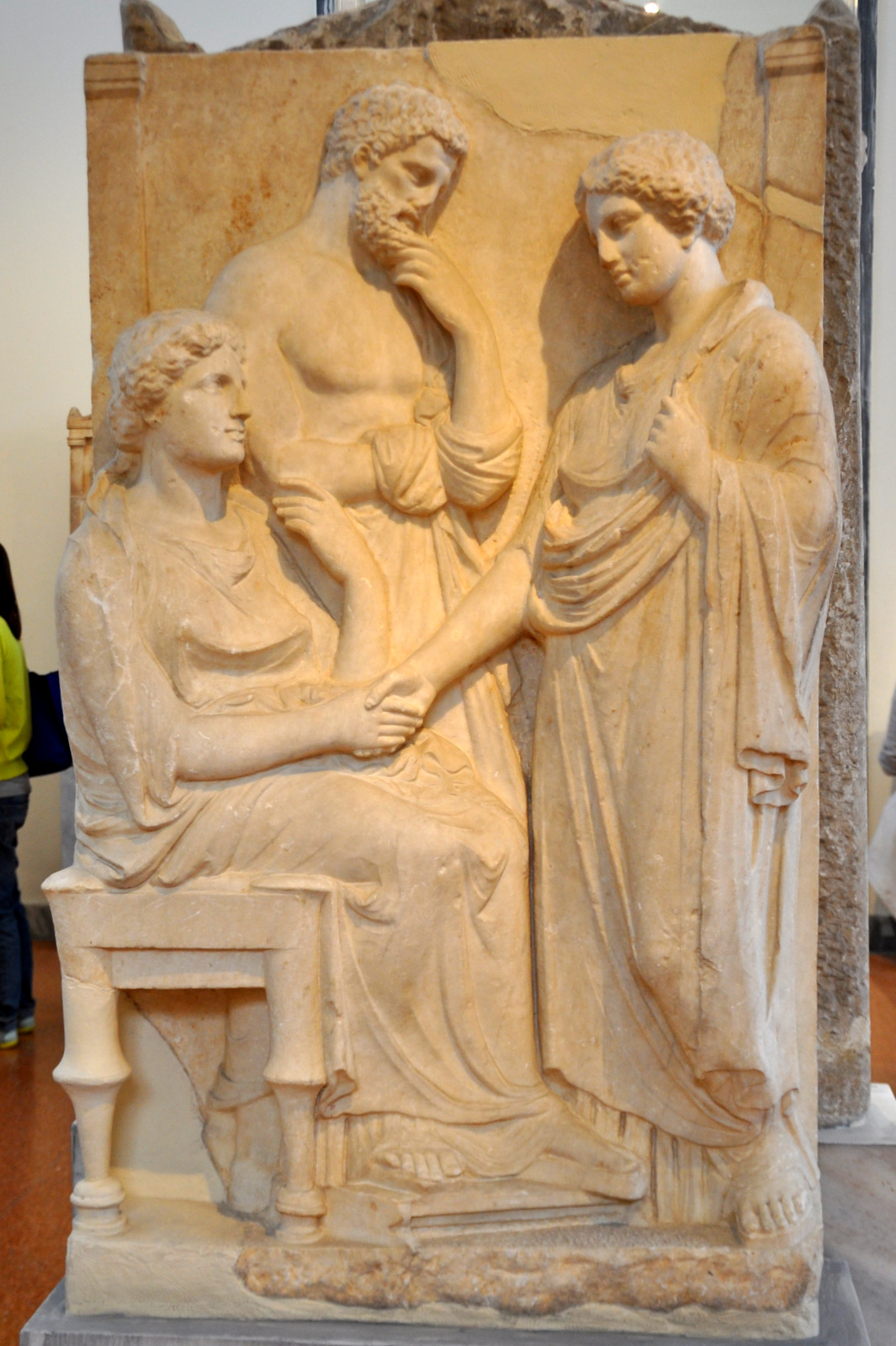
Stela nagrobna z rodzinną sceną pożegnania (V w. p.n.e.)
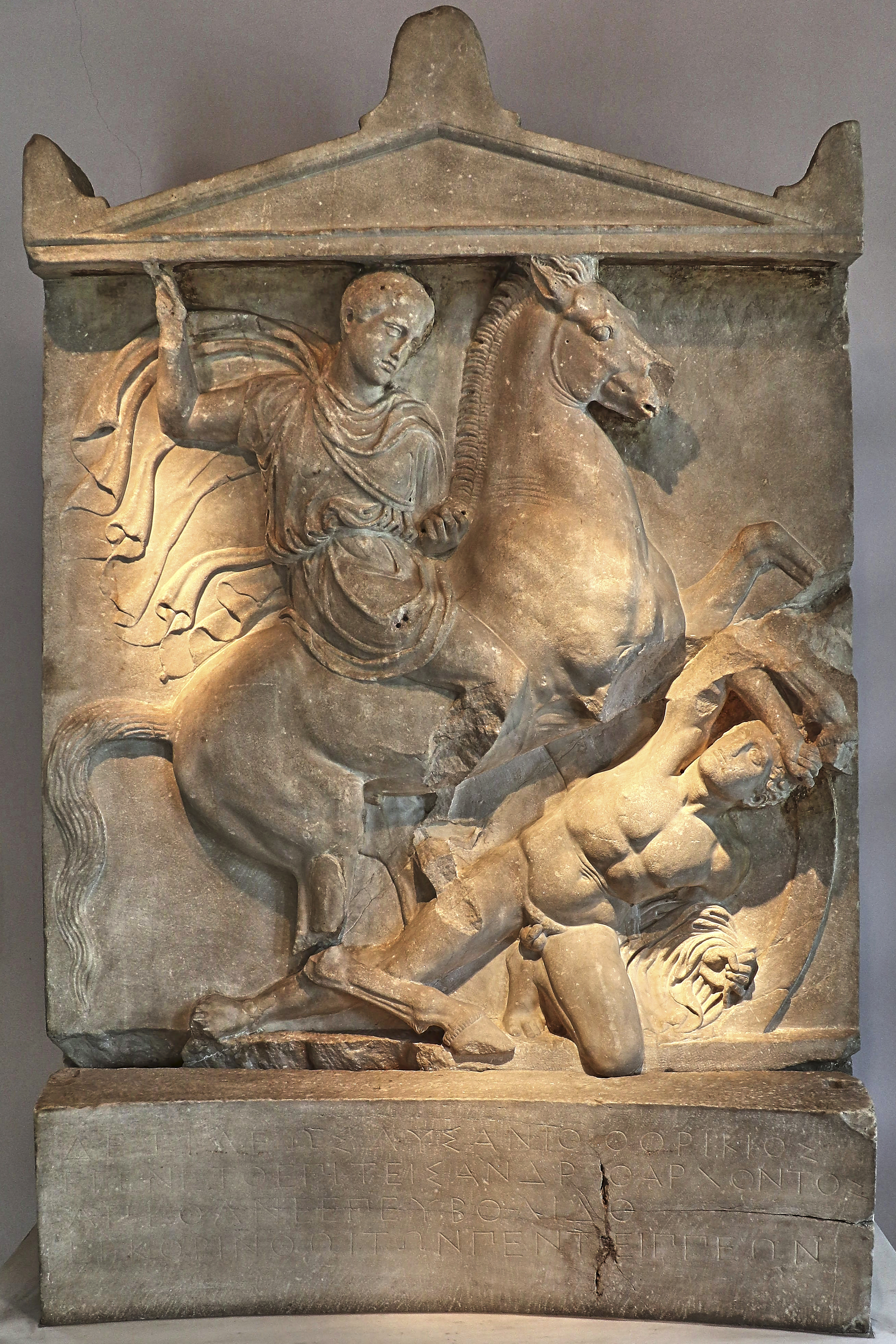
Rycerski nagrobek Deksileosa (pocz. IV w. p.n.e.)
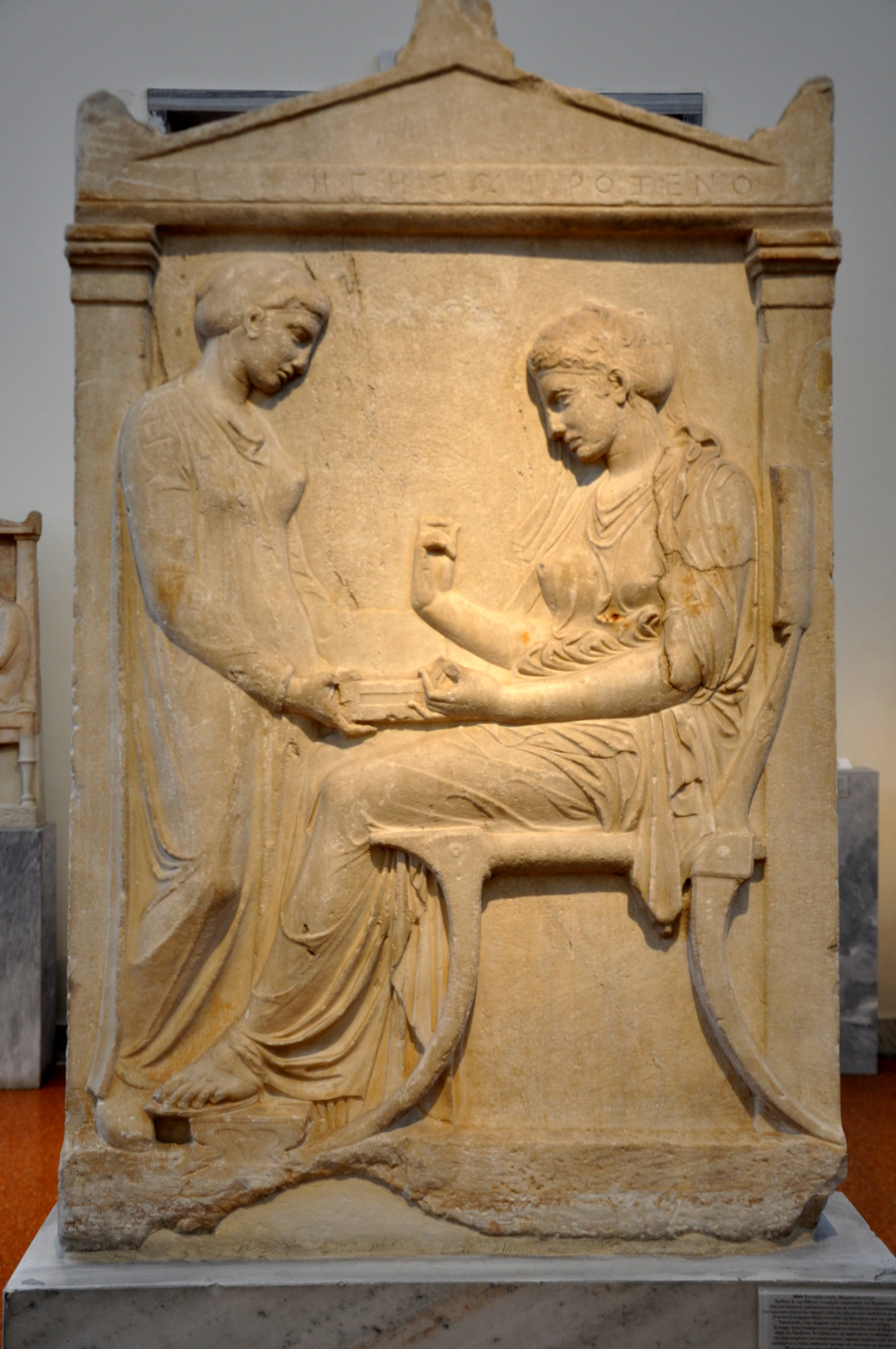
Naiskos – tzw. Stela Hegeso (ok. 400 p.n.e.)
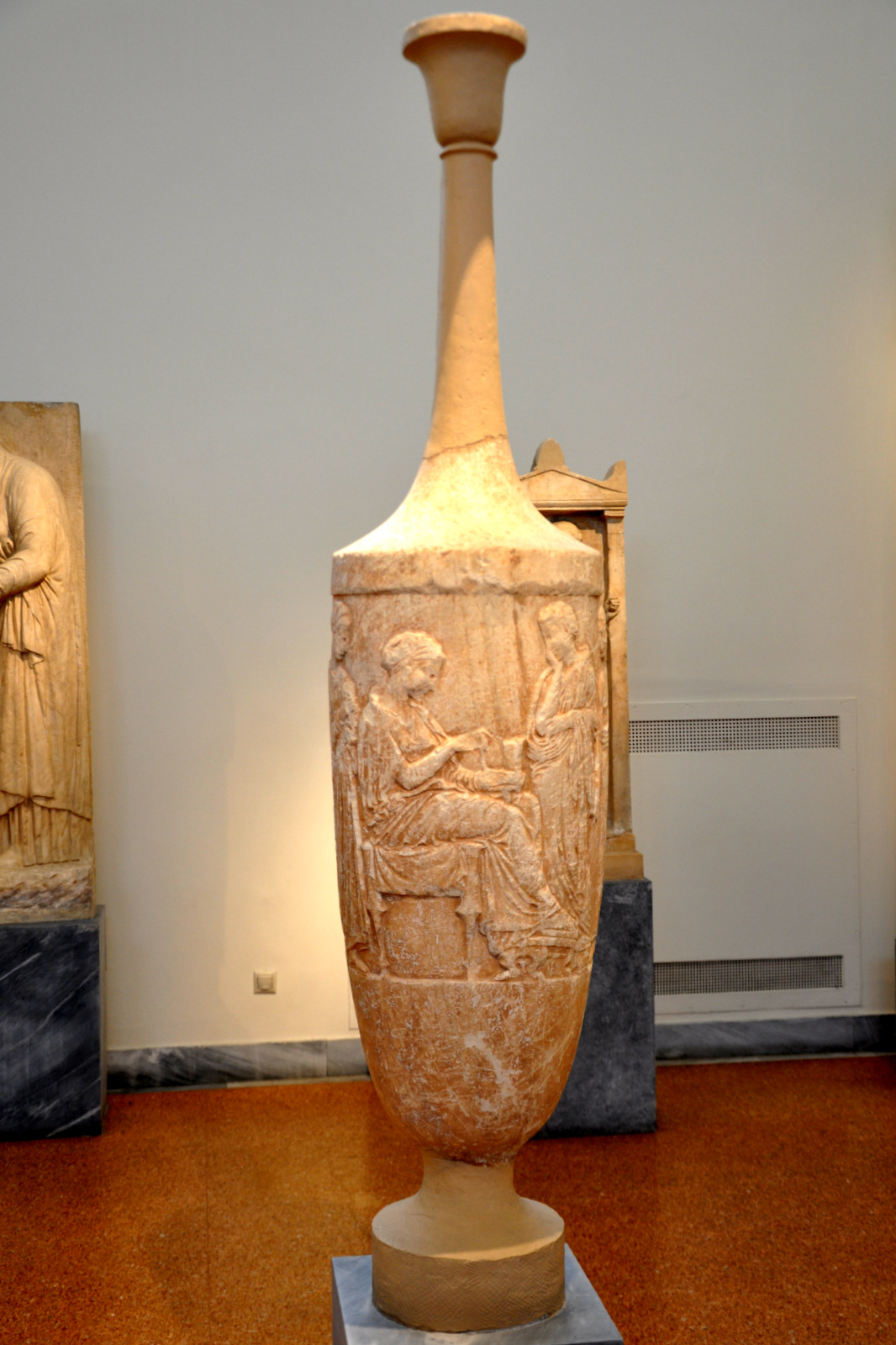
Marmurowy nagrobny lekyt-stela (V/IV w. p.n.e.)
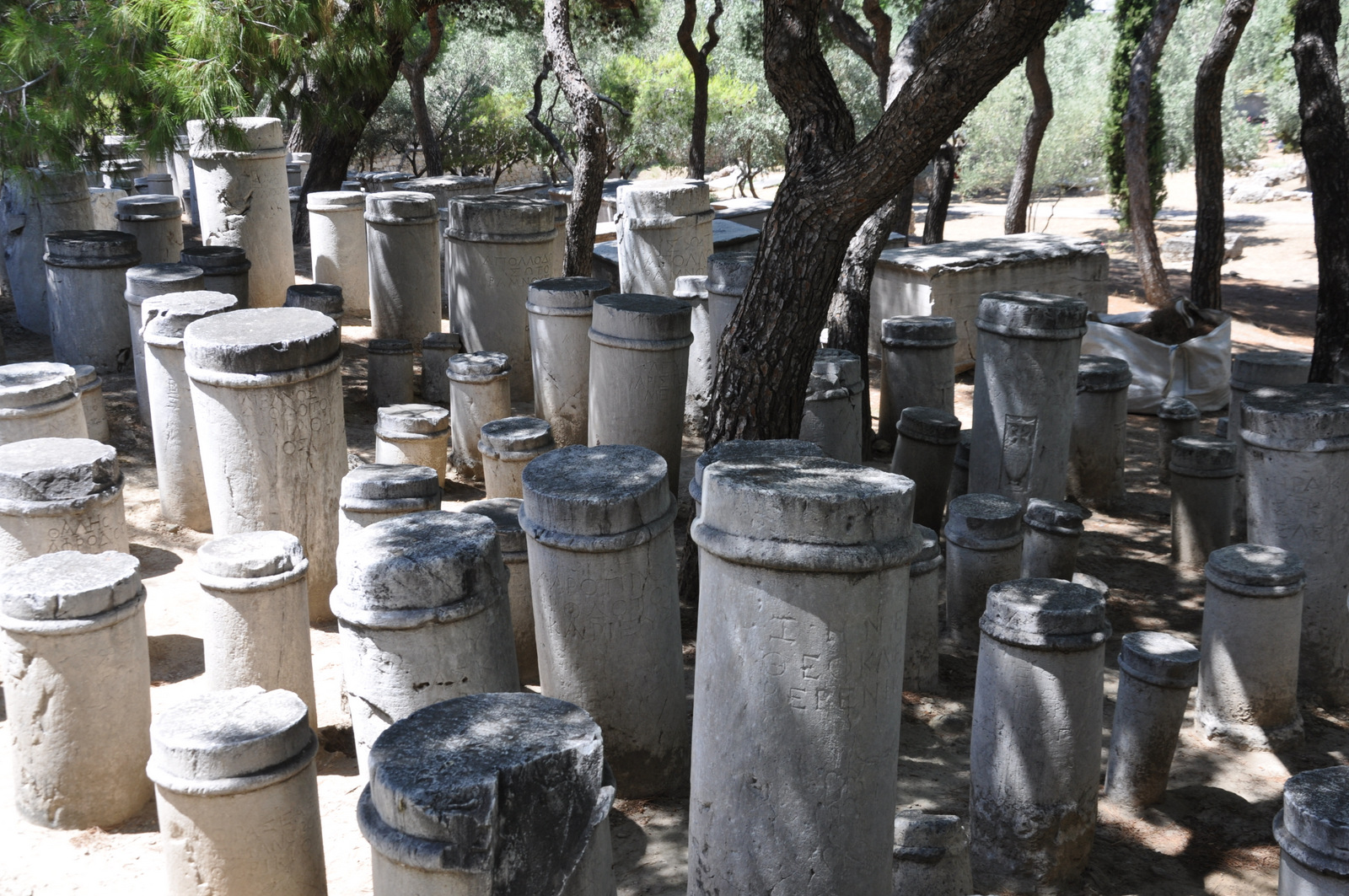
Zbiór stel grobowych z czasów rzymskich
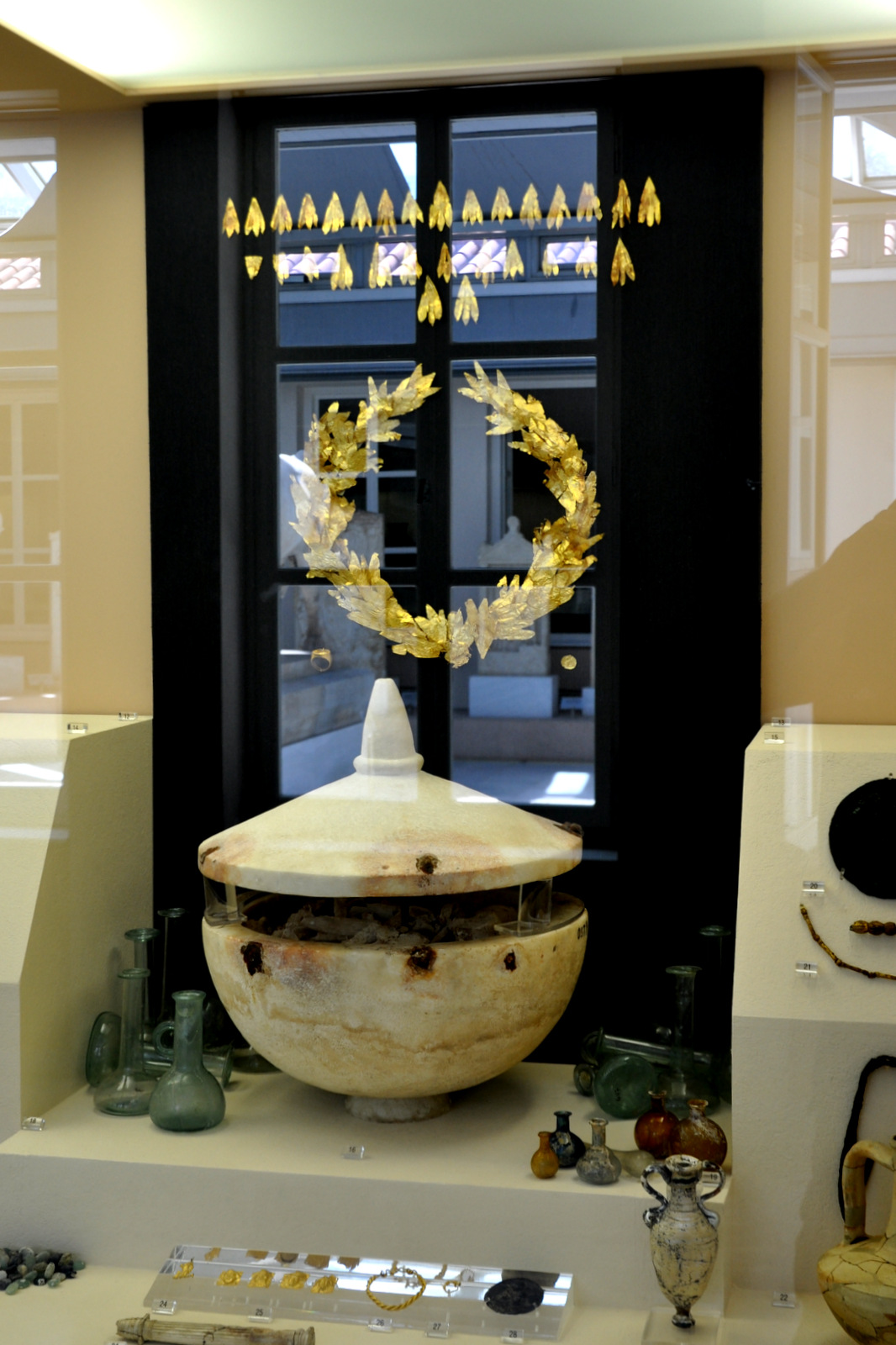
Wyposażenie bogatego pochówku z marmurowym ossuarium

Współcześnie nazwę Keramikos nosi stacja ateńskiego metra oraz obszar przylegającej do cmentarzyska części starego śródmieścia, którego granice stanowi teren wykopalisk przy muzeum wraz z ulicami Iera Odos, Dipylou i Kriezi, dalej rozciągający się w stronę ul. Konstantinupoleos. I tam odkrywane są zespoły pochówków znaczących dla starożytnej historii Greków. Bieżące badania archeologiczne przeprowadza się przy okazji remontów ulic lub podjęcia prac budowlanych, po czym wykop zostaje zasypany z umieszczeniem odpowiedniej tablicy informacyjnej o znalezisku.